# Wikipedija na srpskom jeziku
Wikipedija na srpskom jeziku je inačica Wikipedije na srpskom. Nastala je 16. veljače 2003. Zauzima mjesto najveće južnoslavenske Wikipedije. Do 23. srpnja 2018. ima 608.836 članaka i zauzima 18. mjesto na popisu Wikipedija po broju članaka.

## Inačice
Srpski jezik koristi dva pisma, ćirilicu i latinicu, kao i dva govora, ekavicu i ijekavicu. Kombinacijom govorâ i pisama dobivaju se 4 inačice (ćirilica-ekavica, ćirilica-ijekavica, latinica-ekavica i latinica-ijekavica).
Kada je srpska wikipedija osnovana, koristila je ćirilično pismo i oba govora. Budući da se oba pisma podjednako koriste, činjeni su pokušaji za usporedno korištenje i ćirilice i latinice. Prvi pokušaj bio je pravljenje bota koji bi radio dinamičnu transliteraciju svakog članka. Napravljeno je oko tisuću dvostrukih članaka, ali je akcija obustavljena zbog tehničkih problema i članci su obrisani. Zajednica je odlučila da je model Wikipedije na kineskom jeziku bolji. Poslije nekoliko mjeseci, softver je završen i sada svaki suradnik ima mogućnost mijenjanja inačice koristeći kartice koje se nalaze na vrhu svakog članka. Srpska wikipedija koristi i posebne oznake (tagove), -{reč}-, za riječi koje ne trebaju mijenjati pismo i govor (imena na drugim jezicima, navodi, itd.).
Transliteracija iz ćirilice u latinicu funkcionira, dok je ekavsko-ijekavska inačica mnogo složenija i njena primjena još uvijek nije završena.

## Zajednica
Od 15. veljače 2005. godine članovi srpske wiki-zajednice imaju redovne sastanke u Beogradu (jednom tjedno). Sastanci su se u početku održavali po restoranima i parkovima, a sada se održavaju u Domu omladine koji Wikipediji na srpskom jeziku daje besplatno prostor. Lokalni ogranak Wikimedije za Srbiju i Crnu Goru osnovan je 3. prosinca 2005. godine. Ovaj ogranak Wikimedije peti je po redu u svijetu. Nakon razdruživanja Srbije i Crne Gore, ogranak je promijenio ime u Vikimedija Srbije.

## Automatski unijeti članci
Kada je 2006. godine automatski uz pomoć bota suradnika Miloša Rančića unijeto oko 10.000 članaka o francuskim općinama javio se problem u zajednici zbog neslaganja velikog broja članova s tim procesom. Problem je u tome što je većina naslova članaka na francuskom, a njihov prijevod išao je dosta sporo.
10. listopada 2006. putem bota suradnika Nikole Smolenskog unijeto je 1570 članaka iz „Rečnika socijalnog rada“ za koji je njegov tvorac Ivan Vidanović dao dozvolu da se objavi na Wikipediji pod GNU licencom.

## Vanjske poveznice
- Wikipedija na srpskom jeziku
- Vikimedija Srbije  Arhivirana inačica izvorne stranice od 12. veljače 2007. (Wayback Machine)